# Christophe El-Kassis
Christophe Zakhia El-Kassis (ur. 24 sierpnia 1968 w Bejrucie) – libański duchowny katolicki obrządku maronickiego, arcybiskup, w latach 2018-2023 nuncjusz apostolski w Pakistanie, od 2023 nuncjusz apostolski w Zjednoczonych Emiratach Arabskich, od 2024 nuncjusz apostolski w Jemenie i delegat apostolski na Półwysep Arabski. 

## Życiorys
21 maja 1994 otrzymał święcenia kapłańskie i został inkardynowany do archieparchii Bejrutu. W 1998 rozpoczął przygotowanie do służby dyplomatycznej na Papieskiej Akademii Kościelnej. W 2000 rozpoczął pracę w nuncjaturze apostolskiej w Indonezji. Następnie był sekretarzem nuncjatur w Sudanie (2003-2006) i Turcji (2006-2007). Od 2007 był pracownikiem sekcji II Sekretariatu Stanu Stolicy Apostolskiej.

### Episkopat
24 listopada 2018 papież Franciszek mianował go nuncjuszem apostolskim w Pakistanie oraz arcybiskupem tytularnym Rusellae. Sakry udzielił mu 19 stycznia 2019 kardynał Pietro Parolin.
3 stycznia 2023 ten sam papież przeniósł go na urząd nuncjusza apostolskiego w Zjednoczonych Emiratach Arabskich.
22 lipca 2024 został dodatkowo mianowany przez papieża Franciszka nuncjuszem apostolskim w Jemenie oraz akredytowany delegatem apostolskim na Półwysep Arabski. 